# ديك كوفمان
ديك كوفمان (بالإنجليزية: Dick Coffman)‏ هو لاعب كرة قاعدة أمريكي، ولد في 18 ديسمبر 1906 في Veto, Alabama ‏ في الولايات المتحدة، وتوفي في 24 مارس 1972 في آثنز في الولايات المتحدة.

## وصلات خارجية
- ديك كوفمان على موقع دوري كرة القاعدة الرئيسي (الإنجليزية)
- ديك كوفمان على موقعبيزبول رفرنس.كوم (الدوري الرئيسي) (الإنجليزية)
- ديك كوفمان على موقعبيزبول رفرنس.كوم (الدوري الثانوي) (الإنجليزية)